# Koszycko-Opatowiecki Obszar Chronionego Krajobrazu
Koszycko-Opatowiecki Obszar Chronionego Krajobrazu – obszar chronionego krajobrazu znajdujący się w południowej części województwa świętokrzyskiego. Zajmuje powierzchnię 61,97 km² i obejmuje tereny należące do gminy Opatowiec – z wyjątkiem jednego z jej sołectw.
Został utworzony w 1995 roku na terenie ówczesnego województwa kieleckiego. W wyniku reformy administracyjnej w 1999 roku znalazł się na terenie województwa świętokrzyskiego i małopolskiego. Z części położonej w województwie małopolskim w 2005 roku utworzono osobny Koszycki Obszar Chronionego Krajobrazu, którego powierzchnia wynosi obecnie 66,06 km².
Obszar utworzono w celu ochrony walorów przyrodniczych dolin rzecznych, które pełnią rolę korytarzy ekologicznych, przede wszystkim korytarza Wisły, który łączy tereny o dużym zróżnicowaniu biocenotycznym.
Rosną tu fragmenty borów mieszanych z bogatym runem leśnym, w którym występują gatunki roślin chronionych takie jak: jarzmianka większa, wawrzynek wilczełyko, gruszyczka okrągłolistna oraz widłak goździsty. Na terenie K-OOChK dominują zbiorowiska nieleśne. Rosną tu zarośla krzewiaste z udziałem leszczyny i tarniny. W dolinach rzek występują wilgotne zbiorowiska łąkowe. Tam gdzie zachowały się tradycyjne formy uprawy pól spotykane są fitocenozy chwastów, rzadko występujące w Polsce. Rosną tu m.in. wilczomlecz drobny, miłek letni, włóczydło polne, rolnica polna, czechrzyca grzebieniowa, jaskier polny, czyściec roczny oraz kurzyślad błękitny.